# Thomas Vanek
Thomas Vanek (* 19. Jänner 1984 in Baden) ist ein ehemaliger österreichischer Eishockeyspieler. Der Flügelstürmer bestritt zwischen 2005 und 2019 über 1000 Partien in der National Hockey League, wo er nahezu seine gesamte und von häufigen Transfers geprägte Profikarriere verbrachte. Insgesamt lief er für acht NHL-Teams auf und stand dabei überwiegend für die Buffalo Sabres auf dem Eis, die ihn im NHL Entry Draft 2003 an fünfter Position ausgewählt hatten und die er im Jahre 2013 kurzzeitig als Mannschaftskapitän anführte. Auf internationaler Ebene vertrat er die Nationalmannschaft Österreichs unter anderem bei den Olympischen Winterspielen 2014 sowie vier Weltmeisterschaften. Insgesamt gilt Vanek unangefochten als bester österreichischer Eishockeyspieler aller Zeiten und wurde im Jahre 2007 als Österreichs Sportler des Jahres geehrt.

## Karriere

### Jugend in Österreich und Wechsel in die USA
Vanek kam zwei Jahre nach der Flucht seiner Eltern aus der Tschechoslowakei (sein Vater ist Tscheche, seine Mutter Slowakin) in Baden zur Welt. Er ist in Zell am See (Salzburg) und in Graz (Steiermark) aufgewachsen, wo sein Vater, der tschechische Eishockeyspieler Zdeněk Vanek, engagiert war. Dieser trainierte bis November 2005 in Graz den Nachwuchs der Graz 99ers. Zdeněk spielt selbst noch aktiv in der NHL-Graz (einer steirischen Hobbyliga) bei den Dolphins.
1998 wanderte er, damals 14-jährig, in die USA aus. In Nordamerika begann seine Karriere im Team der Sioux Falls O’Gorman Highschool (Sioux Falls Stampede) in der Juniorenliga USHL. Sein bestes Jahr dort war das letzte, als der 188 cm große Flügelstürmer in 53 Partien 46 Tore und 91 Punkte machte. Damit war er bester Torschütze und drittbester Vorlagengeber der gesamten Liga. 2001 wurde er beim CHL Import Draft von den Brandon Wheat Kings in der 1. Runde als 25. Spieler gezogen. Er wechselte aber nie zu diesem Klub, sondern seine Karriere ging 2002 als erster Europäer bei der University of Minnesota weiter. In seinen zwei Jahren machte er 113 Scorerpunkte. Er wurde der 73. Spieler der Universität, der dort die 100-Punkte-Marke erreichte. Beim NHL Entry Draft 2003 wurde er von den Buffalo Sabres in der ersten Runde an fünfter Stelle gezogen, so hoch wie kein anderer Österreicher bisher; David Reinbacher zog im Draft Draft 2023 „nur“ gleich. In der Saison 2004/05 spielte er bei den Rochester Americans (AHL), wo er 73 Punkte in 79 Spielen verzeichnete und im Grunddurchgang den zweiten Platz in der Punkteliste belegte.

### Erste NHL-Station in Buffalo
In der Saison 2005/2006 absolvierte er 81 von 82 Spielen im Grunddurchgang für die Buffalo Sabres und erzielte 25 Tore und 23 Assists. In den Play-offs erreichte Buffalo das Conference-Finale, Vanek wurde aber des Öfteren nicht in den Kader aufgenommen und kam so nur auf 10 Einsätze, bei denen er zwei Tore erzielte. Sein Tor am 28. April 2006 gegen die Philadelphia Flyers ist gleichzeitig auch das erste von einem Österreicher erzielte NHL-Playoff-Tor.

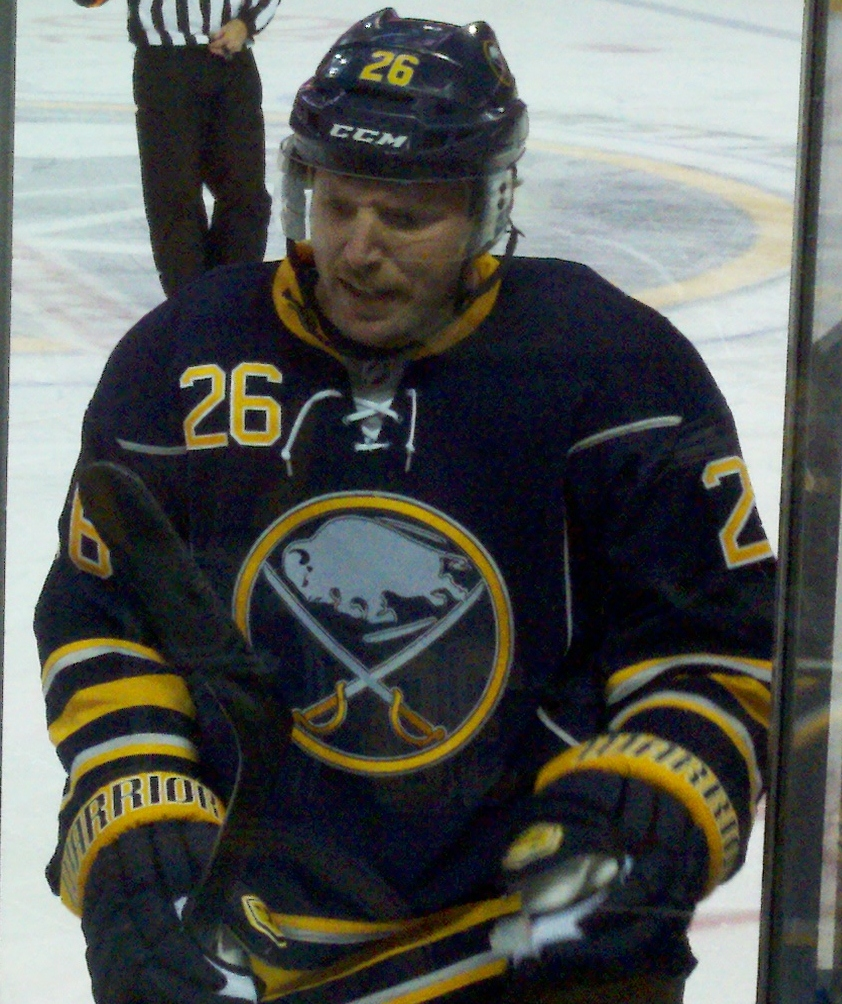
Vanek im Trikot der Buffalo Sabres (2011)

Im Grunddurchgang der Saison 2006/07 gewann Vanek als erster Österreicher und als erster Sabre seit 1980 den NHL Plus/Minus Award mit +47 in 82 Spielen. Mit 43 Toren im Grunddurchgang schaffte er es in dieser Statistik auf den fünften Rang und war damit bester Torschütze seines Teams. Zudem stellte er mit den Sabres den Startrekord der Toronto Maple Leafs von 1993 mit zehn Siegen in den ersten zehn Spielen ein. Am 9. Dezember 2006 entschied er das Spiel seiner Sabres gegen die Canadiens de Montréal im Shootout, in dem er den Torhüter der Canadiens mit einem Schlagschuss bezwang. Er war erst der zweite Spieler nach Brian Rolston, dem dies gelang.
Vanek und sein Team starteten gut in die Playoffs und eliminierten in der ersten Runde die New York Islanders mit 4:1. Er verbuchte dabei zwei Tore und zwei Assists. Im Conference Halbfinale gegen die New York Rangers erzielte er insgesamt drei Tore, zwei davon im ersten Spiel sowie das Siegestor im zweiten Spiel. Die Sabres gewannen die Serie mit 4:2. Im Conference-Finale spielten die Sabres gegen die Ottawa Senators. Die Kanadier gewannen die Serie mit 4:1. Thomas Vanek konnte dabei zwei Assists und ein Tor erzielen.
Im Juli 2007 wurde Vanek ein Restricted Free Agent und erhielt ein Angebot von den Edmonton Oilers, die ihm 50 Millionen US-Dollar für sieben Jahre boten. Buffalo zog aber mit dem Angebot der Oilers gleich und konnte Vanek somit halten, andernfalls hätte Buffalo von den Oilers vier Erstrunden-Draftpicks als Entschädigung erhalten. Dadurch war Thomas Vanek der bestbezahlte Sportler Österreichs. Thomas Vanek führte laut der Spielergewerkschaft NHLPA gemeinsam mit Daniel Brière und Scott Gomez – das Gehalt für die Saison 2007/08 betrug zehn Millionen US-Dollar – die Gehalts-Rangliste an und war somit zum Zeitpunkt der Vertragsunterzeichnung einer der bestverdienenden Eishockeyspieler der Welt. Im Oktober 2007 wurde er als erster Eishockeyspieler zum österreichischen Sportler des Jahres gewählt.
Am 12. Februar 2008 gelang ihm im Spiel bei den Ottawa Senators sein erster Hattrick in der NHL. In der gleichen Saison gelangen ihm noch zwei Hattricks gegen Tampa Bay Lightning und einer im letzten Spiel gegen die Boston Bruins. Trotzdem verpassten die Sabres das Play-off.
Vanek schoss am 13. Dezember 2008 im Auswärtsspiel gegen die New Jersey Devils nach 70 Sekunden das 10.000 NHL-Tor in der Clubgeschichte der Buffalo Sabres. Am 7. Februar 2009, beim Auswärtsspiel gegen die Ottawa Senators, bekam Vanek bei einem Schlagschuss des Ottawa-Verteidigers Anton Volchenkov den Puck ins Gesicht und brach sich dabei den Kiefer. Für Vanek war es die erste schwerwiegende Verletzung in seiner NHL-Laufbahn. Trotz der Verletzung gelang es ihm, die Saison als bester Power-Play-Torschütze (20 Tore) der NHL zu beenden. Seit seiner Rückkehr aufs Eis spielte Vanek mit einem Spezialvisier-Helm.
Aufgrund des NHL-Lockouts spielte er ab Oktober 2012 für die Graz 99ers in der EBEL (Österreich). Dieses Engagement war auf einen Monat oder bis zum Wiederbeginn der NHL-Saison befristet. Im ersten Spiel der anschließenden NHL-Saison 2012/13 gelangen ihm zum ersten Mal in seiner NHL-Karriere fünf Punkte in einem Spiel, diese Punkteleistung wiederholte er ein paar Tage später gegen die Boston Bruins. Zur Saison 2013/14 wurde Thomas Vanek von Headcoach Ron Rolston als erster Österreicher in der NHL-Geschichte zum Kapitän einer NHL-Mannschaft ernannt. Er führte dieses Amt in Heimspielen aus; in Auswärtsspielen übernahm Steve Ott diese Rolle.

### Kurze Stationen in New York und Montreal
Nach nur zwei Siegen in den ersten 13 Partien wurde Vanek innerhalb der NHL an die New York Islanders abgegeben. Der Wechsel hatte sich auch aufgrund seines nur noch bis Sommer 2014 laufenden Vertrags seit der letzten Trade Deadline abgezeichnet. Die Buffalo Sabres erhielten im Gegenzug für Vanek den Angreifer Matt Moulson sowie einen Erstrunden-Draftpick für 2014 und einen Zweitrunden-Pick für 2015. Bei den Islanders spielte er hauptsächlich gemeinsam mit John Tavares und Kyle Okposo in der ersten Reihe und erzielte so 44 Punkte in 47 Spielen.
Wenige Minuten vor der Trade Deadline wurde Vanek am 5. März 2014 zu den Canadiens de Montréal transferiert, die dafür Sebastian Collberg und unter bestimmten Bedingungen ein Zweitrunden-Wahlrecht im NHL Entry Draft 2014 an die Islanders abgaben. Vanek hatte zuvor eine Vertragsverlängerung bei den Islanders ausgeschlagen und wäre nach der Saison als Free Agent nicht mehr an die Islanders gebunden gewesen.

### Wechsel nach Minnesota, Detroit, Florida, Vancouver und Columbus
Am 1. Juli 2014, dem ersten Tag der Free Agency, unterschrieb er als Free Agent einen Vertrag über drei Jahre bei den Minnesota Wild. Über den Wechsel in seine Wahlheimat Minnesota war von amerikanischen Medien bereits seit längerem spekuliert worden, nachdem Vanek sämtliche Vertragsangebote von Montreal und den Islanders abgelehnt hatte. Bereits nach der Saison 2015/16 kauften die Wild Vanek aus seinem letzten Vertragsjahr heraus (buy-out), sodass er sich im Juli 2016 als Free Agent den Detroit Red Wings anschloss. Er unterzeichnete dort einen Einjahresvertrag, aber wurde Anfang März 2017 für Dylan McIlrath und ein Drittrunden-Wahlrecht im NHL Entry Draft 2017 an die Florida Panthers abgegeben. Detroit übernahm zudem für den Rest der Spielzeit die Hälfte seines Gehalts. Im September 2017 wechselte der Österreicher als Free Agent auf Jahresbasis zu den Vancouver Canucks. Diese gaben ihn erneut zur Trade Deadline im Februar 2018 an die Columbus Blue Jackets ab, die im Gegenzug Tyler Motte und Jussi Jokinen nach Vancouver schickten.
Im Juli 2018 kehrte Vanek nach Detroit zurück und unterzeichnete einen Einjahresvertrag bei den Detroit Red Wings. In deren Trikot absolvierte der Angreifer im Januar 2019 sein 1000. Spiel der regulären Saison in der NHL. Am Saisonende wurde sein auslaufender Vertrag nicht verlängert, sodass er sich seither auf der Suche nach einem neuen Arbeitgeber befand. Nachdem er keinen neuen Arbeitgeber gefunden hatte, gab er am 26. Februar 2020 sein Karriereende bekannt.
Zur Saison 2023/24 wurde Vanek als Scout von den San Jose Sharks angestellt, wobei er seine Wahlheimat Minnesota abdecken soll.

### International
Schon im Jahr 2001 wurde Vanek ins österreichische Team für die Junioren-Weltmeisterschaft der Division I 2002 berufen, wo er gleich zum besten Stürmer gewählt wurde. Er nahm danach auch an den Junioren-Weltmeisterschaften der Division I 2003 (die im Dezember 2002 stattfand und bei der Österreich den Aufstieg in die höchste Klasse schaffte) und der Top-Division 2004 teil. Gleichzeitig folgte im Jahr 2004 auch sein erster Auftritt bei einer Weltmeisterschaft der Top-Division in der Österreichischen Nationalmannschaft, in der er zuvor am 15. April des Jahres bei einer 1:2-Niederlage im Freundschaftsspiel gegen Deutschland in Ravensburg debütiert hatte.
Aufgrund des Nichterreichens der Play-offs in der Saison 2007/08 mit den Sabres, war es Vanek zum ersten Mal seit 2005, als er an der Qualifikation für das Olympiaturnier 2006 teilnahm, möglich, für die Österreichische Nationalmannschaft aufzulaufen. Er nahm an der Eishockey-Weltmeisterschaft der Division I in Innsbruck teil, wo er mit dem Team den Wiederaufstieg in die Top-Division schaffte.
Nachdem die Sabres in der darauffolgenden Saison erneut die Play-offs verpassten, löste Vanek sein wie jedes Jahr gegebenes Versprechen ein, in diesem Fall für die Nationalmannschaft zu spielen und trat bei der Weltmeisterschaft 2009 in der Schweiz an. Dort konnte er aber nicht verhindern, dass das Team Austria in die Relegationsrunde musste und dort trotz zweier Siege den Klassenerhalt nicht schaffte. Da einer der sportlichen Absteiger Deutschland war, das als Ausrichter der nächsten Weltmeisterschaft automatisch qualifiziert war, musste Österreich in die Division I absteigen. Auch bei der Weltmeisterschaft 2013 und den Olympischen Winterspielen 2014 vertrat der das Team des Alpenlandes.
Außerdem vertrat er das Team Europa beim World Cup of Hockey 2016 und belegte dort mit der Mannschaft den zweiten Platz.

## Erfolge und Auszeichnungen
| - 2002 USHL First All-Star Team - 2002 USHL MVP - 2003 WCHA All-Rookie Team - 2003 WCHA Second All-Star Team - 2003 WCHA Rookie of the Year - 2003 NCAA Championship All-Tournament Team - 2003 NCAA Championship Tournament MVP | - 2004 WCHA Second All-Star Team - 2004 NCAA West Second All-American Team - 2005 AHL All-Rookie Team - 2007 Teilnahme am NHL YoungStars Game - 2007 NHL Second All-Star Team - 2007 NHL Plus/Minus Award - 2009 Teilnahme am NHL All-Star Game |

### International
| - 2002 Bester Stürmer der U20-Junioren-Weltmeisterschaft der Division I, Gruppe A - 2003 Aufstieg in die Top-Division bei der U20-Junioren-Weltmeisterschaft der Division I - 2003 Bester Torschütze der U20-Junioren-Weltmeisterschaft der Division I, Gruppe B - 2008 Aufstieg in die Top-Division bei der Weltmeisterschaft der Division I | - 2008 Bester Torschütze der Weltmeisterschaft der Division I, Gruppe A - 2008 All-Star-Team der Weltmeisterschaft der Division I, Gruppe A - 2016 Platz 2 beim World Cup of Hockey |

## Karrierestatistik

### International
| Vertrat Österreich bei: - U20-Junioren-Weltmeisterschaft der Division I 2002 - U20-Junioren-Weltmeisterschaft der Division I 2003 - U20-Junioren-Weltmeisterschaft 2004 - Weltmeisterschaft 2004 | - Weltmeisterschaft der Division I 2008 - Weltmeisterschaft 2009 - Weltmeisterschaft 2013 - Olympischen Winterspielen 2014 | Vertrat Team Europa bei: - World Cup of Hockey 2016 |

(Legende zur Spielerstatistik: Sp oder GP = absolvierte Spiele; T oder G = erzielte Tore; V oder A = erzielte Assists; Pkt oder Pts = erzielte Scorerpunkte; SM oder PIM = erhaltene Strafminuten; +/− = Plus/Minus-Bilanz; PP = erzielte Überzahltore; SH = erzielte Unterzahltore; GW = erzielte Siegtore; 1 Play-downs/Relegation; Kursiv: Statistik nicht vollständig)

## Sonstiges
Im November 2009 gab Thomas Vanek auf seiner Homepage bekannt, dass er mit dem AAA-Jugendteam ITR 26ers eine eigene Nachwuchsmannschaft gegründet hat. Das Team soll in Minneapolis beheimatet sein und jugendlichen Nachwuchsspielern die Möglichkeit geben, in den trainingsfreien Sommermonaten von April bis September ihre Fähigkeiten zu verbessern.
Am 9. Juli 2010 wurde Vanek bei einem Besuch in Zell am See vom Vizebürgermeister eine Ehrentafel für seine für die Stadt erbrachten Leistungen übergeben. Die Tafel wird am Tor der Sieger an der Zeller Eishalle befestigt.
Nachdem Vanek im Sommer 2014 vor dem Bundesgericht Rochester als Zeuge in der Anklage gegen einen illegalen Glücksspielring aussagte, wurden im November 2014 mediale Spekulationen laut, nach denen der Österreicher bis zu zehn Millionen Dollar Wettschulden habe. Sein Berater bestätigte daraufhin, dass es sich bei den Schulden lediglich um Summen im Bereich eines niedrigen einstelligen Millionenbetrages handele.